# Kostel svatého Prokopa (Malá Strana)
Kostel svatého Prokopa na Malé Straně je zaniklý románský chrám, založený ve 12. století, přestavěný, zbouraný a znovu vystavěný v raném baroku, zrušený roku 1782 a s využitím původních konstrukcí přestavěný na obytný dům čp. 625/III v Prokopské ulici v Praze 1 na Malé Straně.

## Historie

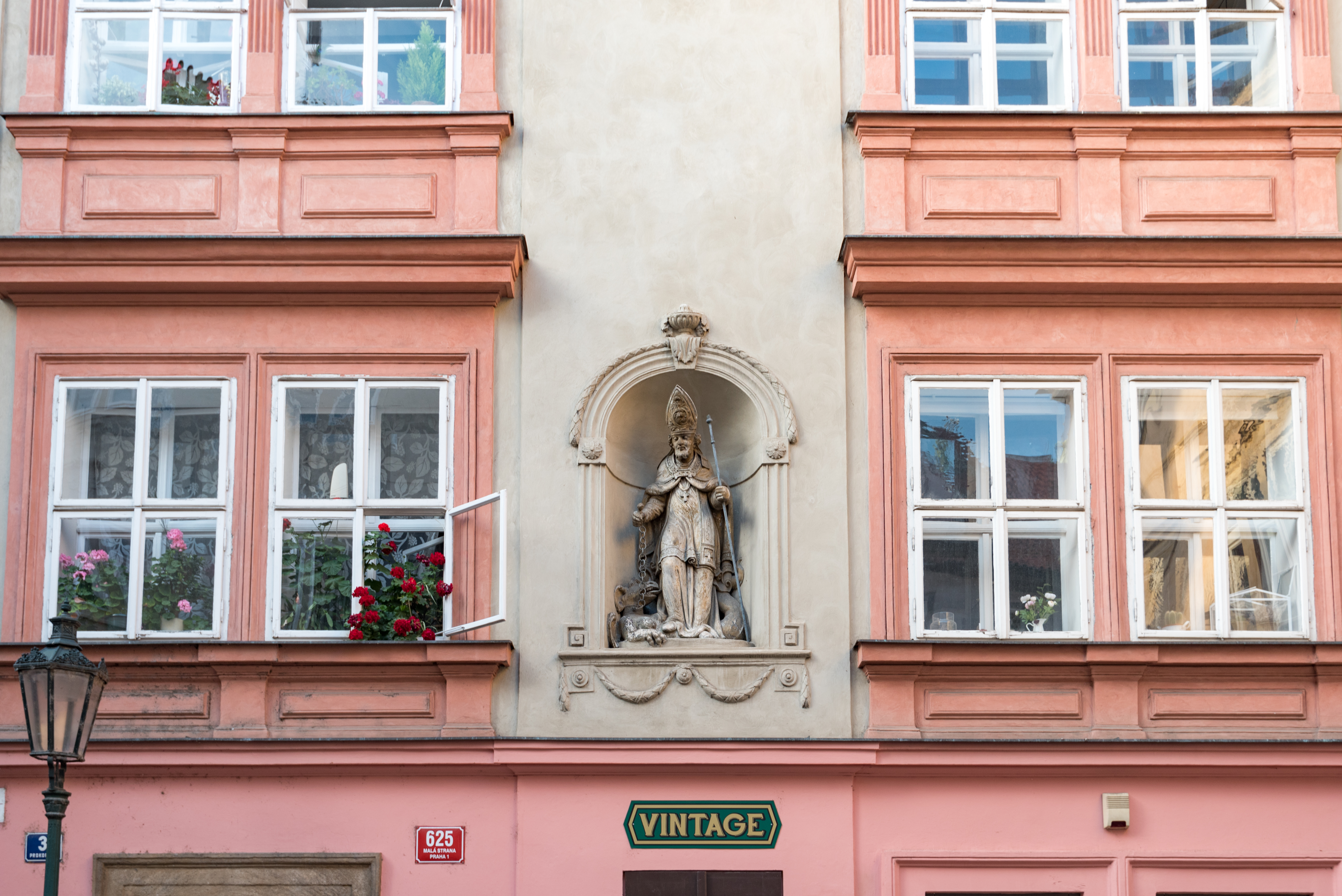
Socha sv. Prokopa s ďáblem na řetěze

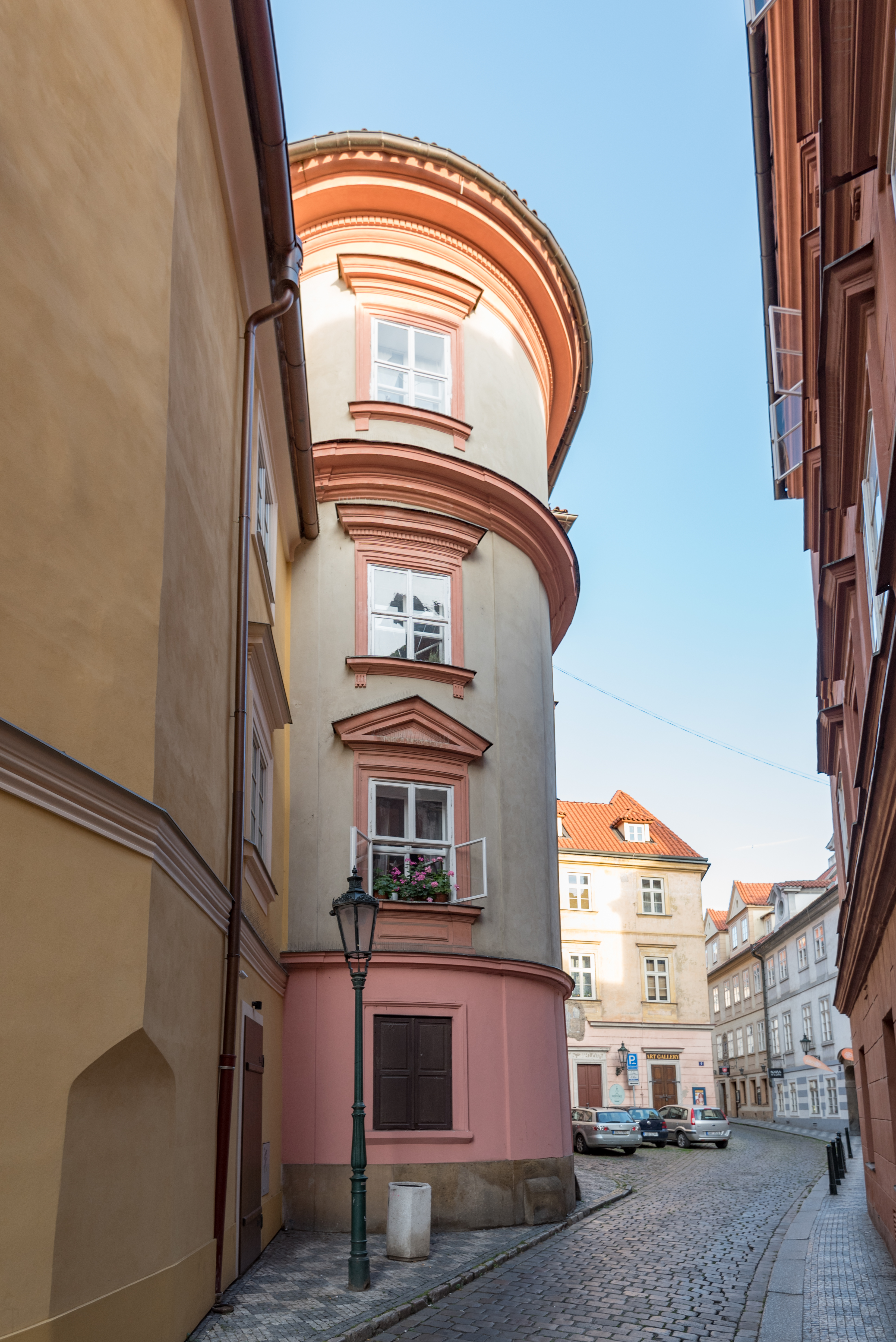
Závěr kostela využitý pro obytný dům

V raném středověku bylo toto místo pusté, mezi osadami Trávník a Nebovidy. Kostel byl založen jako vlastnický při potoku, přitékajícím ze Strahova přes dnešní ulici Tržiště, který odtud přes příkop odtékal do Vltavy. Po výstavbě opevnění Malé Strany v roce 1253 kostel i s okolím zůstal vně hradeb.
Kostelík svatého Prokopa s dvorcem a hřbitovem v písemných pramenech 12. a 13. století doložen není. Ve 14. století spadal pod jurisdikci johanitů, v níž je zmiňován od roku 1346, v roce 1420 jej ovšem husité vypálili. Na nejstarším vyobrazení panoramatu Prahy v Schedelově Norimberské kronice z roku 1493 je kostelík zachycen vlevo od kostela Panny Marie pod řetězem, má sedlovou střechu a sanktusovou věžičku.
Rekonstrukce kostela i hřbitova je zaznamenána k roku 1585. K větší rekonstrukci přistoupil převor maltézského konventu František Šebestián Vratislav z Mitrovic roku 1669, jak dokládá pamětní listina, vložená do věžičky toho roku a znovu 1690. Drobná stavba patrně kapacitou nedostačovala, a tak to byl opět maltézský převor, tentokrát Ferdinand Ludvík Libštejnský z Kolovrat, který ji dal v březnu roku 1689 zbourat a již v dubnu téhož roku za přítomnosti stavitele Antonia Luraga posvětil základní kámen novostavby kostela, který byl postaven v raně barokním slohu podle projektu Francesca Luraga a benedikován roku 1693. Řezbářské práce, a to tři oltáře (svatého Prokopa, Tří králů a Panny Marie Bolestné), sochy andělů a kazatelnu, které se nedochovaly, prováděl Benedikt Fastenberger.
Kostel byl zrušen dekretem císaře Josefa II. z roku 1782 a v roce 1784 přestavěn na obytný dům tak, že jeho východní obvodová zeď zachovává zaoblení presbytáře kostela. Autorem projektu byl pražský architekt italského původu Ignác Jan Nepomuk Palliardi, plány přestavby se dochovaly.

### Architektura
Stavebně historický průzkum z roku 1964 identifikoval půdorys a obvodové zdivo v suterénu a v přízemi domu na půdorysu románského kostela. Kostel byl jednolodní, se třemi poli a odsazeným, podkovovitým závěrem, orientovaným na východ. Pod západním travé kostela zůstal pozůstatek krypty, nyní sklepa. Kostel měl raně barokní valené klenby s výsečemi, nělkteré se v místnostech obytného domu dochovaly. Po točitém schodišti na severní straně kostela se vystupovalo na emporu. Socha sv. Prokopa je údajně dílem Ignáce Michaela Platzera z roku 1811 z kostela byla vložena do niky nad vchodem do domu. Až ke třetímu patru vedená apsida vznikla při přestavbě kostela roku 1693.
Dům je zachycen na vedutě Vincence Morstadta z roku 1842.